# دانشگاه فنی وین
دانشگاه فنی وین (به آلمانی: Technische Universität Wien) یک دانشگاه تحقیقاتی دولتی در شهر وین اتریش است که در سال ۱۸۱۵ میلادی بنیان‌گذاری شده‌است.
دانشگاه فنی وین به‌عنوان یکی از برترین دانشگاه‌ها در زمینه مهندسی و علوم شناخته شده است. روند پذیرش در این دانشگاه نسبت به سایر دانشگاه‌ها بسیار دشوار و رقابتی است.

## تاریخچه
دانشگاه فنی وین در سال ۱۸۱۵ میلادی در ابتدا با نام انستیتو پلی‌تکنیک امپراتوری-پادشاهی (kaiserliches-königliches polytechnisches Institut) بنیان گذاشته شد. در سال ۱۸۷۲ نام آن به مدرسه عالی فنی (Technische Hochschule) تغییر یافت و در سال ۱۹۰۲ نخستین مدرک دکترا در آن اهدا شد. نام کنونی این دانشگاه یعنی «دانشگاه فنی وین»، از سال ۱۹۷۵ برای آن به کار می‌رود.

## رنکینگ
در رتبه‌بندی دانشگاه‌های جهان QS در سال ۲۰۲۰ دانشگاه فنی وین در رده ۱۹۲ دنیا و دوم اتریش قرار گرفته‌است. همچنین در رتبه‌بندی مؤسسه تایمز در سال ۲۰۲۰ این دانشگاه رتبه ۴۰۰–۳۵۱ را در بین دانشگاه‌های جهان از آن خود کرده‌است..

## دانشکده‌ها
دانشگاه فنی وین شامل هشت دانشکده است که هر یک از آن‌ها به زیرشاخه‌های گوناگونی تقسیم می‌شوند. این هشت دانشکده عبارتند از:
- دانشکده معماری و شهرسازی
- دانشکده مهندسی عمران
- دانشکده مهندسی مکانیک
- دانشکده مهندسی برق و فناوری اطلاعات
- دانشکده ریاضی
- دانشکده فیزیک
- دانشکده مهندسی شیمی
- دانشکده علوم رایانه